# Médaille Sena
La médaille Sena est décernée aux membres de l'armée indienne, tous grades confondus, « pour des actes individuels de dévouement exceptionnel au devoir ou de courage qui ont une signification particulière pour l'armée ». Les décorations peuvent être décernées à titre posthume et chaque attribution supplémentaire sera signalée par une barrette sur le ruban. 
Elle peut être décernée pour bravoure ou pour des services distingués rendus par n'importe quel soldat, mais pas au contact de l'ennemi. Par conséquent, la médaille Sena sert également  de médaille de mérite générale pour l'armée indienne. Depuis le 1er février 1999, le gouvernement central fixe une allocation mensuelle de Rs. 250 pour les récipiendaires de la décoration lorsqu'il est décerné pour bravoure. Il a depuis été révisé à Rs. 1000. Elle est précédée de la médaille Vir Chakra, Shaurya Chakra & Yudh Seva. Elle précède à son tour la médaille Vishisht Seva.

## Détails

### Création
Créée le 17 juin 1960, par le président de l'Inde. 

### Avers
Une médaille d'argent circulaire avec une baïonnette, pointe vers le haut. 

### Revers
Un soldat debout avec la légende en hindi "Sena Medal" dans la partie supérieure. La médaille est suspendue par une barrette à barre droite et est nommée sur le bord. La médaille est également souvent datée sur le bord également. 

### Ruban
32 mm, rouge, avec une bande centrale blanche. L'alternance est : 
- rouge 15 mm,
- blanc 2 mm,
- rouge 15 mm.